# 민규호
민규호(閔奎鎬, 1836년 8월 20일 ~ 1878년 10월 15일)는 조선시대 후기의 문신이자 척신으로, 민유중의 아들 민진원의 5대손이다. 명성황후의 12촌 오라버니이며 순명효황후의 아버지 민태호의 친동생이자 8촌 동생이다.
철종때 사마시에 합격하고 1859년(철종 10년) 문과에 급제하여 관직에 올랐다. 고종 즉위 초 흥선대원군의 쇄국 정책을 정면 비판하였고 흥선대원군 실각 후 명성황후에 의해 중용되어 우의정에 이르렀다. 대원군 실각 후에는 개항 정책을 펼치며 쇄국을 지양하고 개항할 것을 내세우는 개국론(開國論)을 주장하고, 민씨 척족내에서 막후 영향력을 행사했다. 자는 경원(景園), 호는 황사(黃史), 사호(賜號)는 지당(芝堂), 시호는 충헌공(忠獻公)이다. 본관은 여흥. 한성부 출생.

## 생애
민유중의 아들이며 인현왕후의 오빠인 민진원의 고손 민치오의 아들로 태어났다. 철종 때 사마시에 합격하여 생원이 되었다. 1859년 문과에 급제하였고, 66년 11촌 아저씨인 민치록(閔致祿)의 딸이 왕비가 됨에 따라 그 일족으로 특별히 등용되어 이조참의가 되었다. 1867년(고종 4) 다시 이조참의가 되고 이조참판으로 승진한 뒤 한성부우윤을 지냈다. 1869년 형조참판이 되었다가 다시 이조참판을 지냈다. 흥선대원군의 집권중 서구 문물에 대한 개국론(開國論)을 주장하며 쇄국 정책에 정면 반대하였다. 1874년 11월 대원군이 실각하고 고종이 친정하면서 대원군의 정책을 폐지시켜 나갔다.
그 뒤 예조 및 이조 판서를 역임하였으며 흥선대원군의 쇄국주의에 반대하고 대외에 개국론을 전개하였다. 이후 규장각 제학을 거쳐 대광보국숭록대부로 승진, 의정부우의정 겸 삼군부사를 지냈다. 그는 평소 민치록의 양자가 된 민승호와 민겸호 형제를 경멸하여 멀리하였다.
고종은 민승호에게 충정이란 시호를 내렸다. 그런데 민승호의 뒤를 이을 아들이 폭발사고로 죽어서 민비는 가까운 친척을 배척하고 촌수가 좀 먼 민태호의 아들 민영익을 양자로 삼겠다고 했다. 그러자 민태호는 반대하였고 그의 동생 민규호가 형을 협박했다. "천의(왕후의 뜻)를 어찌 감히 어기겠습니까? 양자를 보내어 함께 부귀를 누리는 것도 좋지 않겠습니까?" 그래서 민태호의 아들 민영익은 민승호의 양자로 들어갔고, 뒤이어 민규호는 이조판서 겸 도통사가 되었다. 그 뒤 1878년 와병 중 의정부영의정이 되었다가 다시 우의정으로 고쳐 임명되었으나, 7일만에 죽었다. 예서, 행서, 초서 등 글씨에 능하였다. 충헌(忠獻)의 시호가 추서되었다.

## 가족 관계
- 할아버지 : 민상섭(閔相燮)
- 아버지 : 민치오(閔致五)
- 어머니 : 김해 김씨 김원식(金元植)의 딸
- 형 : 민태호(閔台鎬)
- 아들 : 민영소(閔泳韶)

## 같이 보기
- 민승호 일가 암살 사건
- 민영익
- 명성황후
- 순정효황후

## 민규호를 연기한 배우
- 이상용 - 1996년 KBS 드라마 《찬란한 여명》
- 김병세 - 2001년 KBS 드라마 《명성황후》